# Masakra w Safsaf
Masakra w Safsaf – masakra dokonana przez Siły Obronne Izraela (IDF), do jakiej doszło w Safsaf 29 października 1948, podczas I wojnay izraelsko-arabskiej.

## Przebieg
Masakra w Safsaf miała miejsce 29 października 1948, po zajęciu palestyńskiej wioski Safsaf w Galilei przez Siły Obronne Izraela (IDF) w trakcie operacji Hiram. Wioska była broniona przez 2. Batalion Yarmuk Arabskiej Armii Wyzwoleńczej.
Zgodnie z relacjami izraelskimi i arabskimi, po kapitulacji wioski żołnierze IDF mieli rozdzielić mężczyzn i kobiety, a następnie związać i rozstrzelać od 50 do 70 mężczyzn. Ciała miały zostać pochowane w zbiorowym grobie. Pojawiły się również doniesienia o gwałtach, w tym gwałcie i morderstwie 14-letniej dziewczynki.
Główne źródła informacji o wydarzeniach pochodzą z dzienników Josefa Nachmaniego, oficera Hagany i dyrektora Żydowskiego Funduszu Narodowego w Galilei Wschodniej, oraz ze wspomnień arabskich uchodźców zebranych przez historyka Nafeza Nazzala. Informacje o masakrze pojawiły się także podczas wewnętrznych dyskusji politycznych w Izraelu, jednak niektóre relacje były cenzurowane lub pomijane w oficjalnych dokumentach.
Według świadków arabskich, izraelski atak zaskoczył obrońców wioski i doprowadził do szybkiego wycofania się sił arabskich do Libanu. Mieszkańcy, którzy pozostali, mieli być świadkami egzekucji i innych aktów przemocy. Pomimo deklaracji izraelskich żołnierzy, że mieszkańcy mogą pozostać, wieś została wkrótce całkowicie wysiedlona.
Masakra w Safsaf jest jednym z najbardziej kontrowersyjnych epizodów I wojny izraelsko-arabskiej i do dziś pozostaje przedmiotem badań historycznych oraz debat politycznych.